# القبايل (مجموعة إثنية)
القبايل (بالقبايلية: إقْفَايلين ⵉⵇⴱⴰⵢⵍⵉⵢⵏ ، بالدارجة الجزائرية: لَقْبَايَلْ)، هم مجموعة عرقية أمازيغية أصلية في منطقة القبائل في شمال الجزائر تنتشر عبر جبال الأطلس (160 كيلومترًا (100 ميل) شرقًا الجزائر العاصمة). وهم يمثلون أكبر عدد من السكان الناطقين باللغة الأمازيغية في الجزائر و في شمال إفريقيا.
هاجر العديد من شعب القبايل من الجزائر متأثرين بعوامل مثل الحرب الأهلية الجزائرية، والقمع الثقافي من قبل الحكومة الجزائرية المركزية والانحدار الإقتصادي العام. أدى الشتات إلى وجود شعوب القبائل الذين يعيشون في العديد من البلدان. استقر عدد كبير من سكان القبايل في فرنسا وبدرجة أقل في كندا (كيبك بشكل رئيسي) والولايات المتحدة.
يتحدث سكان القبايل لغة القبايل وهي لغة أمازيغية. ومنذ الربيع الأمازيغي عام 1980 كانوا في طليعة الكفاح من أجل الاعتراف الرسمي باللغة الأمازيغية في الجزائر.

## تأصيل
كلمة "قبائل" (بالقبايلية: إقْفَايلين) هي كلمة أجنبية ، وتحريف للكلمة العربية "قبائل"، والتي تعني "قبائل"، أو "لقبول"، والتي استخدمت بعد الفتح الإسلامي للأشخاص الذين قبلوا كلمة القرآن  تم استخدام مصطلح "قبائل"، ولا يزال يستخدمه بعض الشعوب في الجزائر إلى حد ما للإشارة إلى القبائل المختلفة التي تسكن الجبال، بما في ذلك شعب القبائل.
المصطلح المستخدم للقبائل على وجه التحديد هو "زواوة" (بالقبايلية: إزواون ، باللهجة الجزائرية: زواوة). تم استخدام هذا المصطلح منذ العصور الوسطى لقبائل القبائل الكبرى، ويظهر في الأعمال الإثنوغرافية المهمة في العصور الوسطى مثل أعمال ابن خلدون بعد الغزو الفرنسي، خلط الفرنسيون كثيرًا بين مصطلح "العرب" و"القبائل" وذلك بسبب الاستخدام الواسع النطاق لمصطلح القبائل في جميع أنحاء البلاد. ورغم أن الفرنسيين استخدموا في البداية مصطلح القبائل للإشارة إلى جميع الأمازيغ ، فقد تم تحديده لاحقًا ليعني فقط شعب القبائل الحديث خلال الحقبة الاستعمارية، ومع ذلك، لا يزال مصطلح زواوة هو المصطلح الأكثر استخدامًا للقبائل في مناطق مثل غرب الجزائر

## ثقافة ومجتمع

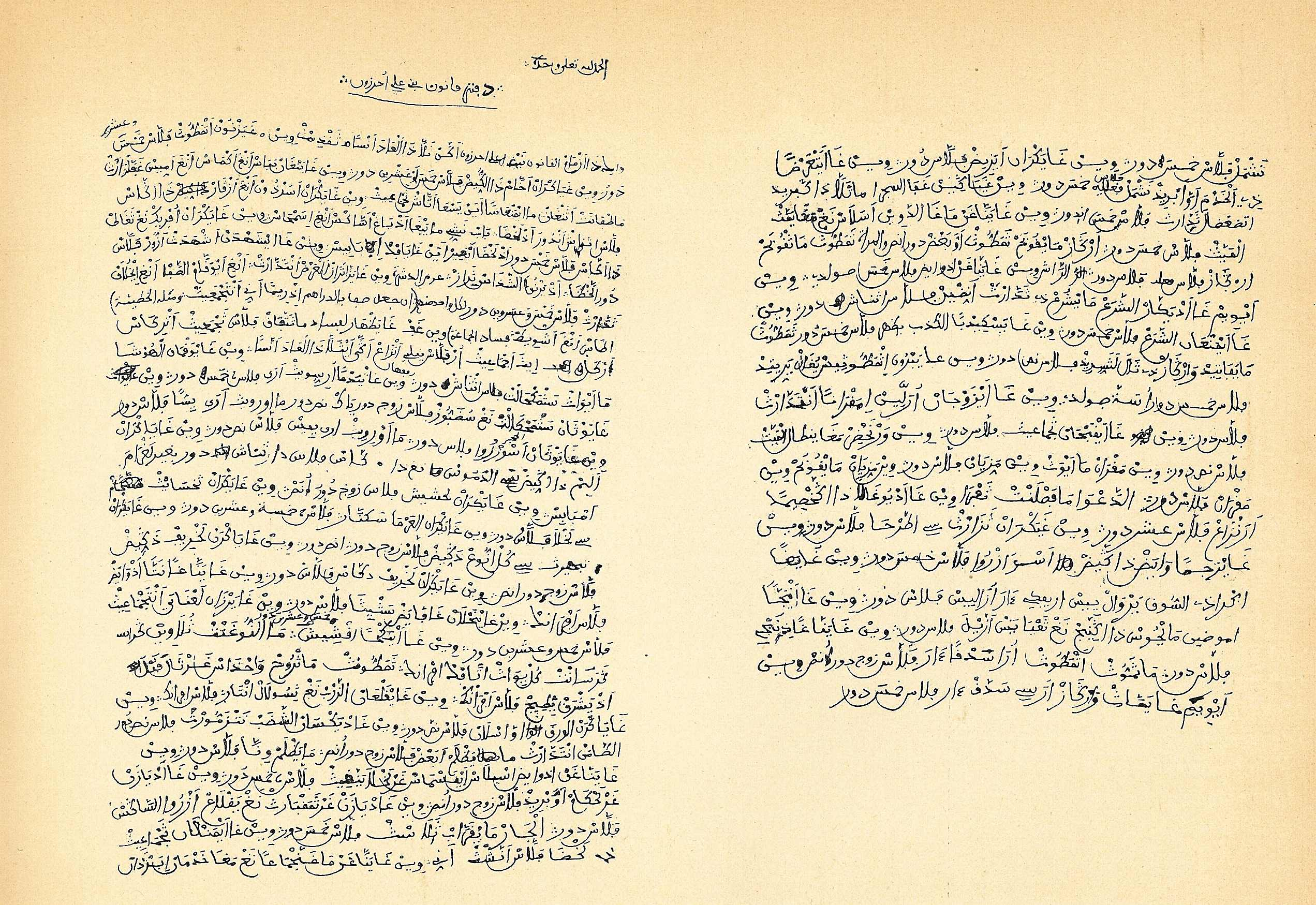
عرف آيت علي أو حرزون، مكتوب بأبجدية عربية، يعود للنصف الثاني من القرن التاسع عشر.

### لغة
يتكلم القبايل اللهجة القبايلية كلغة أولى، وهي أحد اللغات البربرية الجزائرية، أيضا اللهجة البجاوية أحد اللهجات العربية الجزائرية. ويتكلمون أيضا كلغة ثانية أو لغة تواصل مشترك الدارجة الجزائرية، وأحيانا كلغة أولى.

### دين
القبايل هم مسلمين سنّة ومرابطة في الغالب، إلى جانب أقلية مسيحية صغيرة. يوجد العديد من الزاويا في جميع أنحاء المنطقة؛ خصوصاً زوايا الرحمانية.
الكاثوليك من أصول أو خلفية قبايلية يعيشون بشكل عام في فرنسا ويتزاوجون مع الفرنسيين. في الآونة الأخيرة، شهدت الجماعة البروتستانتية نموًا كبيرًا، خاصة من أتباع الطوائف الإنجيلية.

## تاريخ
خلال الفترة العثمانية كانت منطقة جرجرة والسواحل البحرية حتى مدينة بجاية تقع تحت داي الجزائر، في حين القبايل من الصومام، البابور، البيبان وقرقور تنتمي إلى باي قسنطينة. كان سكانها يعيشون في المقام الأول في ثلاث ممالك مختلفة: إمارة كوكو، سلطنة بني عباس، وإمارة آيت جبار. استولى الفرنسيون تدريجيا على المنطقة خلال بداية الاستعمار في عام 1857، على الرغم من المقاومة القوية من القادة مثل المقاومة لالة فاطمة نسومر وثورة المقراني في عام 1871.
قام المسؤولون الفرنسيون بمصادرة الكثير من الأراضي المنطقة الأكثر تماسكا ومنحهما للمستعمرين، الذين أصبحوا يُعرفون بالأقدام السود. خلال هذه الفترة، قام الفرنسيون بالعديد من الاعتقالات والترحيل، خاصة في كاليدونيا الجديدة (راجع: "الجزائريون في المحيط الهادئ"). بسبب الاستعمار الفرنسي، هاجر العديد من القبايل إلى مناطق أخرى داخل الجزائر وخارجها مثل بلاد الشام. بمرور الوقت، ذهب العمال المهاجرون أيضا إلى فرنسا.
في العشرينيات من القرن الماضي، نظم العمال المهاجرون الجزائريون في فرنسا أول حزب يروج للاستقلال. وسرعان ما بنى مصالي الحاج والإماتس عمار وسيي جيلاني وبلقسم رجاف ملاحقات قوية في جميع أنحاء فرنسا والجزائر في الثلاثينات. طوروا المسلحين الذين أصبحوا حيويين للقتال من أجل الجزائر المستقلة. هذا أصبح واسع الانتشار بعد الحرب العالمية الثانية.
منذ أن نالت الجزائر استقلالها في عام 1962، نشأت توترات بين القبايل والحكومة المركزية في عدة مناسبات. في عام 1963 تنازع حزب جبهة القوى الاشتراكية لحسين آيث أحمد مع حزب جبهة التحرير الوطني على السلطة، التي روجت نفسها باعتبارها الطرف الوحيد في البلاد.
في عام 1980، نظم المتظاهرون عدة أشهر من المظاهرات في منطقة القبايل مطالبين بالاعتراف بالبربرية كلغة رسمية. وقد سميت هذه الفترة الربيع البربري. في الفترة 1994-1995، أقام القبائل مقاطعة مدرسية، أطلق عليها «إضراب الحقيبة المدرسية». وفي يونيو ويوليو 1998، احتجوا في أحداث تحولت إلى العنف، بعد اغتيال المطرب معطوب لوناس وإقرار القانون الذي يتطلب استخدام اللغة العربية في جميع المجالات.
في الأشهر التي أعقبت أفريل 2001 (التي يطلق عليها «الربيع الأسود»)، وقعت أعمال شغب كبرى بين القبائل عقب مقتل ماسينيسا قرماح، وهو شاب من القبابل، من قبل رجال الدرك. وفي الوقت نفسه، أنتج النشاط المنظم مجلس العروش، والمجالس المحلية التقليدية الجديدة. تراجعت الاحتجاجات تدريجيا بعد حصول حزب القبايل على بعض التنازلات من الرئيس عبد العزيز بوتفليقة.